# 1999 CZ118
1999 CZ118, também escrito como 1999 CZ118, é um objeto transnetuniano (TNO) que está localizado no disco disperso, uma região do Sistema Solar. Este corpo celeste possui uma magnitude absoluta (H) de 7,9 e um diâmetro estimado em cerca de 116 km.

## Descoberta
1999 CZ118 foi descoberto no dia 10 de fevereiro de 1999 pelos astrônomos D. C. Jewitt, C. A. Trujillo e J. X. Luu.

## Órbita
A órbita de 1999 CZ118 tem uma excentricidade de 0.680 e possui um semieixo maior de 117.256 UA. O seu periélio leva o mesmo a uma distância de 37.543 UA em relação ao Sol e seu afélio a 196.968.